# Kelso (Kalifornien)
Kelso ist eine Geisterstadt in San Bernardino County im südöstlichen Kalifornien. Sie liegt in der Mojave National Preserve, einem Naturschutzgebiet in der Mojave-Wüste. Im östlichen Teil des Schutzgebietes liegt der restaurierte Güterbahnhof Kelso Depot an der Kreuzung der beiden bedeutendsten Parkstraßen Kelbaker Road/Kelso Cima Road und dient heute als Besucherzentrum.

## Geschichte

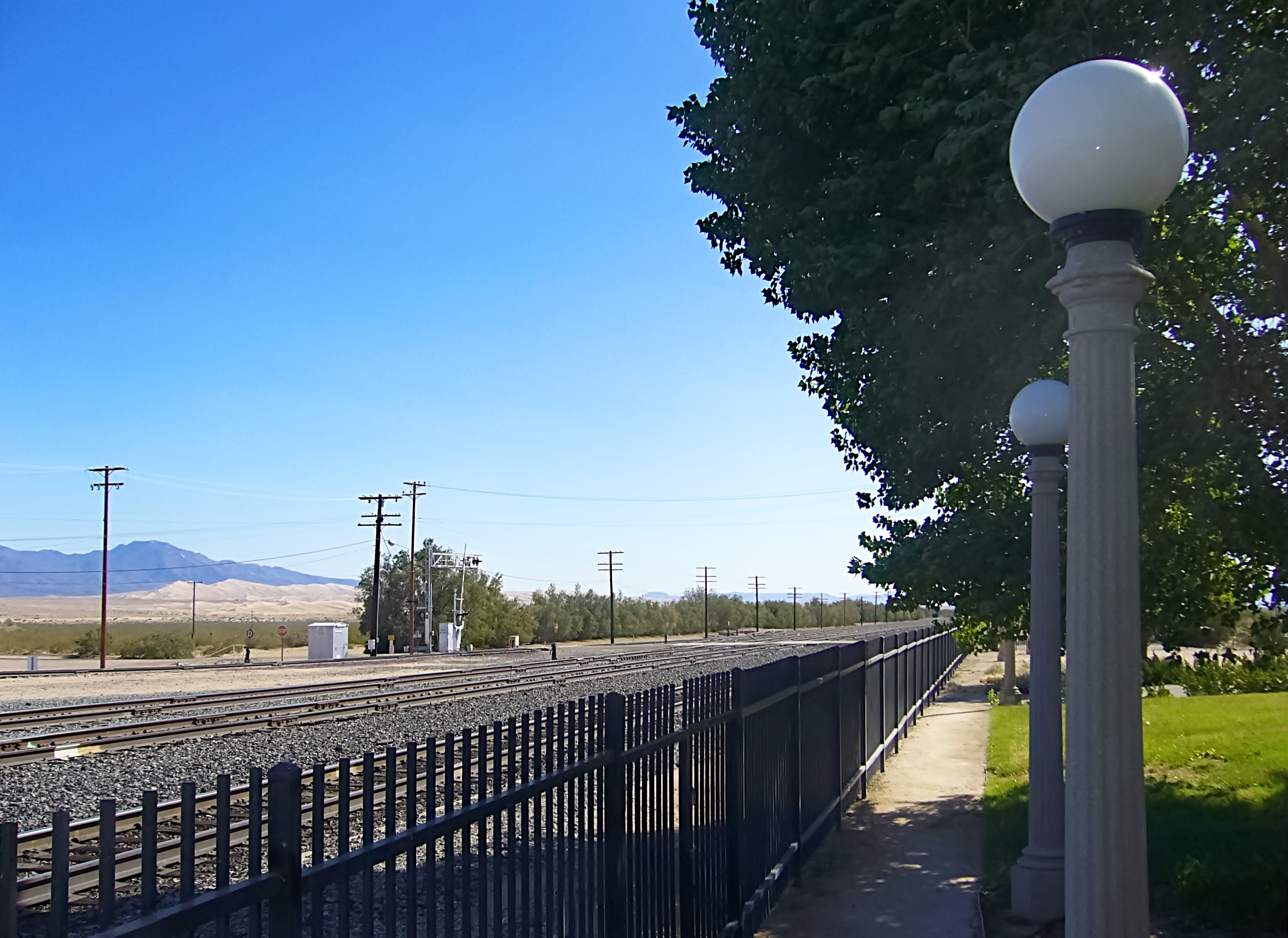
Gleise der Union Pacific Railroad vor dem Bahnhof in Kelso

Die Stadt wurde im Jahr 1906 mit der Fertigstellung der durch die Mojavewüste verkehrenden Eisenbahnlinie Los Angeles and Salt Lake Railroad (später Union Pacific Railroad) gegründet und nach John Kelso, einem seinerzeit dort ansässigen Lagerarbeiter, benannt. Der Bau eines Güterbahnhofs inmitten einer menschenleeren Wüste entstand seinerzeit unter dem Hintergrund einer sich anschließenden Steigung zum Cima-Hügel. Da die damals verkehrenden Dampflokomotiven den Höhenunterschied nicht alleine bewältigen konnten, wurde ein Bahnhof mit stationierten Hilfslokomotiven und Kapazitäten zum Wasserfassen erforderlich.
1923 begann die Eisenbahngesellschaft mit dem Bau eines neuen Bahnhofsgebäudes mit Übernachtungs- und Waschräumen für Bahnmitarbeiter, einem neuen Fernschreiberbüro sowie einer Wartehalle für die Reisenden. Als die Kaiser Steel Mill in Fontana im Jahr 1942 mit dem Abbau von Eisenerz in der nahegelegenen Vulcan Mine begann und täglich rund 2500 Tonnen Erz von Kelso ins Stahlwerk nach Fontana befördern ließ, war Kelso mit nun rund 2.000 Bewohnern auf dem Höhepunkt seiner kurzen Geschichte angelangt. Auf Grund des hohen Schwefelgehalts stoppte Fontana die Transporte schon kurz nach dem Zweiten Weltkrieg und auch die nun durch Diesellokomotiven abgelösten Dampfloks machten den Güterbahnhof bald entbehrlich. Kelso erlebte danach einen raschen Niedergang und verkam noch in den 1950er Jahren zur Geisterstadt.
Der Güterbahnhof hielt sich dennoch bis ins Jahr 1985, wurde dann aber schließlich auf Grund fehlender Rentabilität von der Union Pacific Railroad geschlossen. Einheimische Bürger, die Verwalter der East Mojave National Scenic Area sowie der Kongressabgeordnete Jerry Lewis verhinderten danach den geplanten Abriss des ehemaligen Bahnhofsgebäudes. Im Jahr 1992 erwarb das Bureau of Land Management den Güterbahnhof zum symbolischen Preis von einem US-Dollar und startete mit einer grundlegenden Sanierung des Gebäudes. Heute ist es das bedeutendste Informationszentrum der Mojave National Preserve.